# Арабская национальная гвардия
Ара́бская национальная гва́рдия (сокр. АНГ; араб. الحرس القومي العربي‎) — добровольческая военизированная организация, созданная в апреле 2013 года и действующая на территории Сирии. Участвует в вооруженном конфликте на стороне правительственных сил Башара Асада.
Организация носит светский характер и придерживается идеологии арабского национализма, выступая против этнического и религиозного экстремизма. На данный момент в рядах АНГ находится около 1000 бойцов.
Членами организации являются как лояльные правительству сирийцы, так и арабские националисты из других государств Ближнего Востока и Северной Африки. Некоторые из них ранее принимали участие в конфликтах на территории Ливии и Ирака.